# 다쓰노역 (나가노현)
다쓰노역(일본어: 辰野駅, たつのえき)은 일본 나가노현 가미이나군 다쓰노정에 있는 동일본 여객철도 주오 본선(다쓰노 지선)과 도카이 여객철도 이다선 및 일본화물철도가 환승하는 역이다.
역은 동일본 여객철도 관할이다.

## 타는 곳
| 0 | ■이다선    | 이나 시・고마가네・이다・덴류쿄・도요하시 방면 |
| 1 | ■주오 본선 | 오카야・가미스와 방면                          |
| 2 | ■이다선    | 이나 시・고마가네・이다・덴류쿄・도요하시 방면 |
| 2 | ■주오 본선 | 오노・시오지리・마쓰모토 방면                  |
| 3 | ■이다선    | 오노・시오지리・마쓰모토 방면                  |

## 인접역
| 동일본 여객철도 주오 본선 다쓰노 지선 | 동일본 여객철도 주오 본선 다쓰노 지선 | 동일본 여객철도 주오 본선 다쓰노 지선 |
| ------------------------------------- | ------------------------------------- | ------------------------------------- |
| 가와기시 오카야 방면                  | ■ 주오 구선 보통                      | 시나노카와시마 나가노 방면            |
| 미야키 지노 방면                      | ■ 이다선 직결 열차                    | 가와기시 도요하시 방면                |